# Eduardo Romero
Pour les articles homonymes, voir Romero.
Eduardo Romero, né le 17 juillet 1954 à Cordoba, en Argentine et mort le 13 février 2022, est un golfeur argentin.

## Palmarès

### Circuit Européen
- 1989 Trophée Lancôme
- 1990 Volvo Open di Firenze
- 1991 Peugeot Open d'Espagne
- 1991 Peugeot Open de France
- 1994 maroc
- Open d'Italie
- 1994 Canon European Masters
- 2000 Canon European Masters
- 2002 The Barclays Scottish Open

### Autres victoires
- 1983 Argentine PGA Championship
- 1984 Chile Open
- 1986 Argentine PGA Championship, Chile Open
- 1989 Argentine Open
- 1992 Argentine PGA Championship
- 1994 Argentine PGA Championship
- 1995 Argentine PGA Championship
- 1997 Argentine PGA Championship, Mexican Open